# Antibiothérapie
 (mai 2018).
Si vous disposez d'ouvrages ou d'articles de référence ou si vous connaissez des sites web de qualité traitant du thème abordé ici, merci de compléter l'article en donnant les références utiles à sa vérifiabilité et en les liant à la section « Notes et références ».

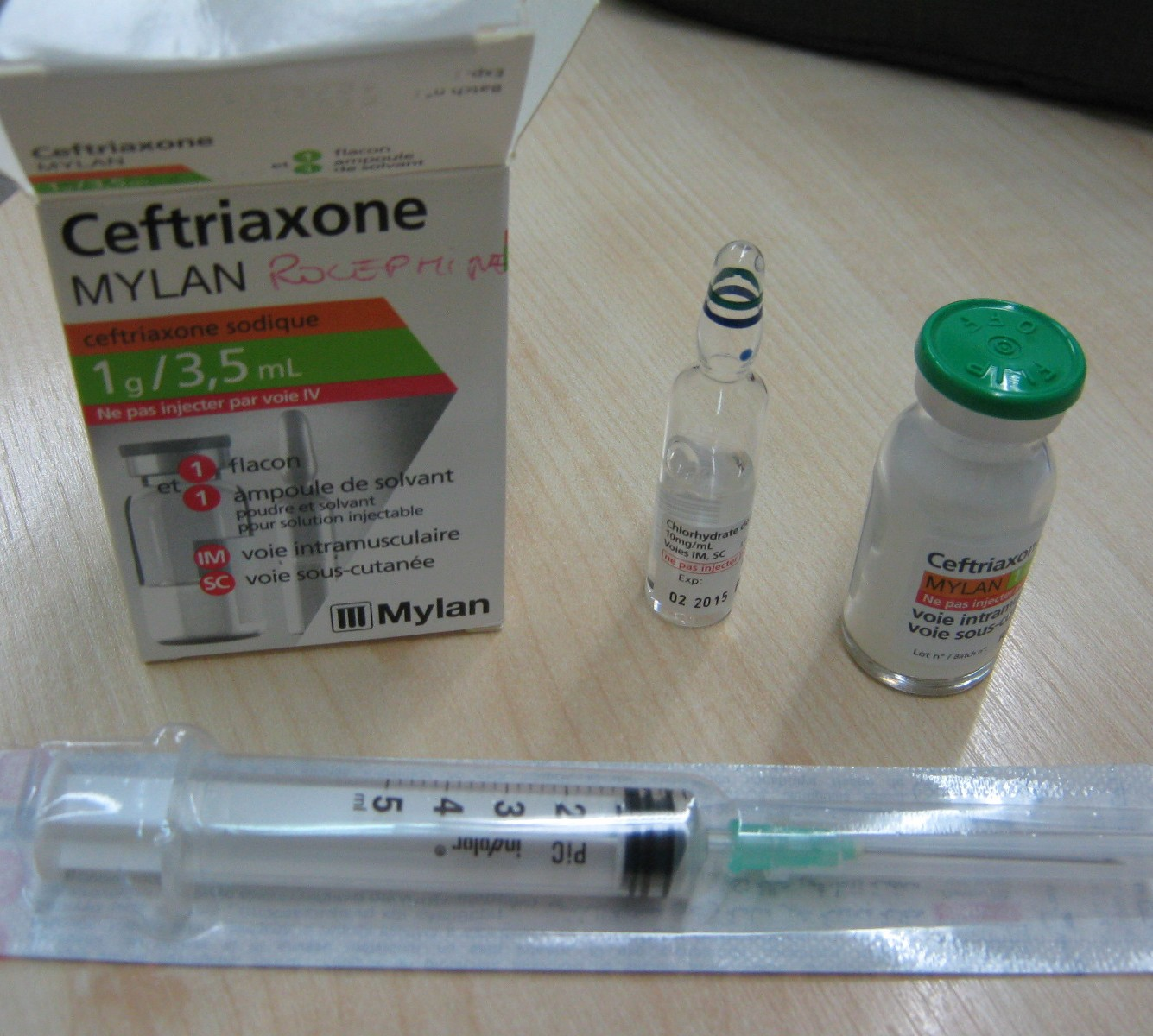
Traitement antibiotique

Une antibiothérapie est un traitement par antibiotique.
Les indications à l'antibiothérapie sont les infections bactériennes.
Il existe deux types d'antibiothérapie, la curative et la prophylactique ou préventive (antibioprophylaxie).
Si besoin est, un prélèvement à visée bactériologique (afin de déterminer quel est le germe responsable de l'infection) est fait avant le début de l'antibiothérapie. 
Le choix du ou des antibiotiques est fait par le médecin en fonction du germe en cause, du foyer infectieux, de l'état du malade (terrain), des antibiotiques éventuellement déjà prescrits.
Une antibiothérapie peut être le plus souvent une monothérapie à base d'un seul antibiotique ou parfois une bithérapie (deux antibiotiques) voire une trithérapie (trois antibiotiques) dans certains cas. L'association de plusieurs antibiotiques permet dans certains cas d'être plus efficace sur un germe identifié, ou d'avoir un maximum de chance d'être efficace si le germe n'est pas identifié.
La durée de l'antibiothérapie varie selon le germe, sa localisation, le terrain, l'évolution de la maladie. Elle doit être décidée par le médecin et est poursuivi très souvent au-delà de l'amélioration des symptômes du malade afin d'éviter toute récidive.
La surveillance de l'antibiothérapie se fait sur sa tolérance et l'apparition éventuelle d'effets secondaires, sur l'évolution clinique et biologique, sur les prélèvements devenus négatifs ou non, sur les dosages sanguins d'antibiotiques.